# 米蘇爾細鋤蛇鰻
米蘇爾細鋤蛇鰻，為輻鰭魚綱鰻鱺目糯鰻亞目蛇鰻科的其中一種，分布於中西太平洋的印尼及澳洲海域，棲息在底層水域，屬肉食性，生活習性不明。

## 擴展閱讀
維基物種上的相關：米蘇爾細鋤蛇鰻